# Elops machnata
Az Elops machnata a sugarasúszójú halak (Actinopterygii) osztályának gyíkfejűhal-alakúak (Elopiformes) rendjébe, ezen belül a gyíkfejűhal-félék (Elopidae) családjába tartozó faj.

## Előfordulása
Az Elops machnata elterjedési területe az Indiai-óceán és a Csendes-óceán nyugati része. A hal megtalálható a Vörös-tengertől Dél-Afrikáig, keletre Nyugat-Indiáig és a Csendes-óceán nyugati részéig. Afrika belső vizeiben is fellelhető.

## Megjelenése
Ez a halfaj általában 50 centiméter hosszú, de akár 118 centiméteresre is megnőhet. Testtömege legfeljebb 11 kilogramm. A Dél-afrikai Köztársasághoz tartozó Knysnában, egy 126 centiméteres példányt is fogtak.

## Életmódja
A tenger part menti részein él. A lagúnákba és a folyótorkolatokba is beúszik. Tápláléka kisebb halak és rákok.

## Szaporodása
Valószínűleg a nyílt tengeren ívik, de az ivadék beúszik a brakkvízekbe.

## Felhasználása
Ipari mértékben halásszák. Ehető, de nem finom, és sok csont van benne. A sporthorgászok kedvelik, mivel azonnal harap, és nem válogatós.